# Giant Rock

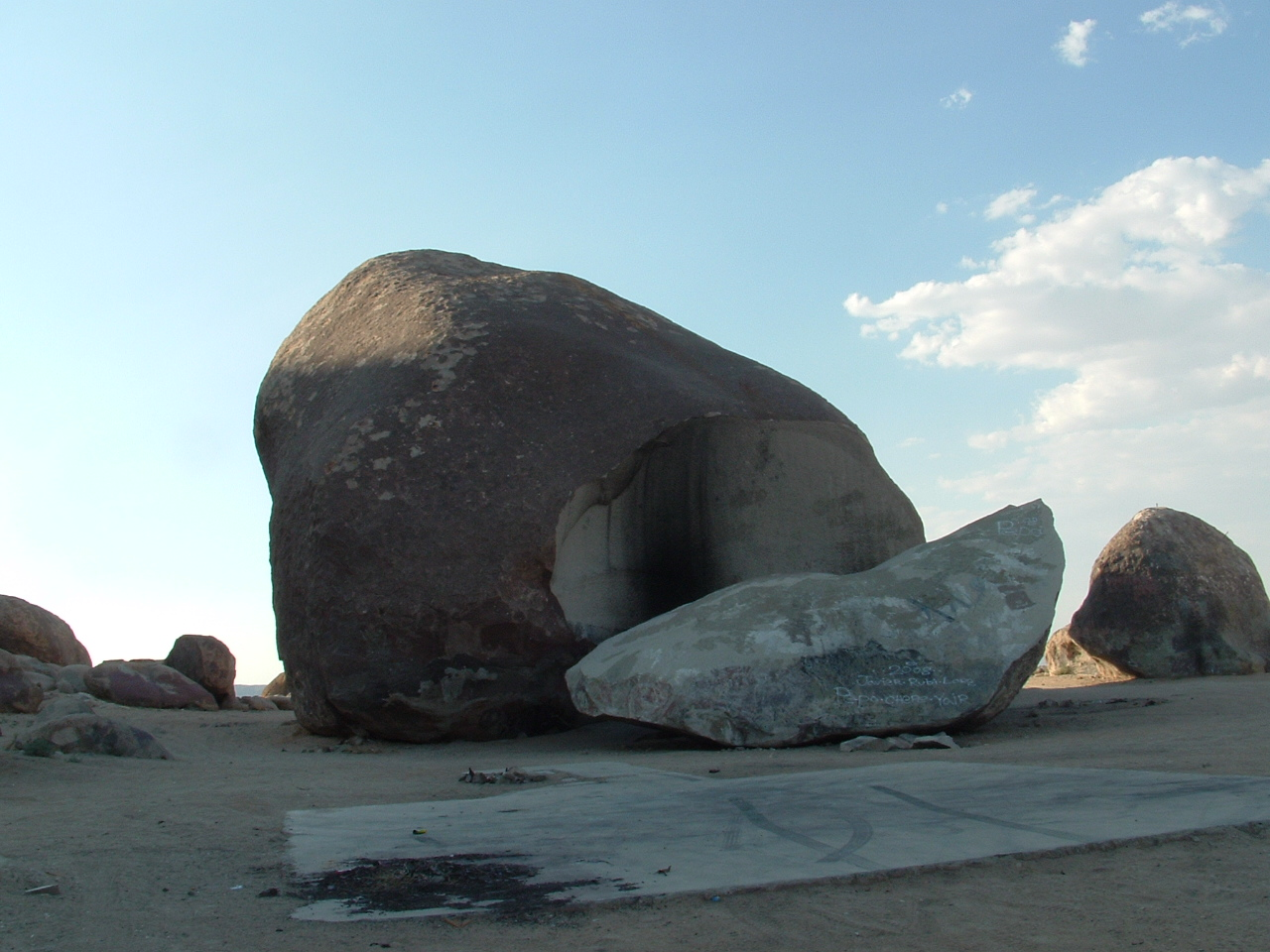
Giant Rock tiếp giáp với Landers, CA, tháng 7 năm 2008

Giant Rock so với một chiếc xe bán tải cỡ trung bình, tháng 9 năm 2017

Giant Rock là một tảng đá lớn nằm tự do trong sa mạc Mojave tiếp giáp trực tiếp với Landers, California và Trung tâm Chiến đấu Mặt đất Thủy quân Lục chiến Twentynine Palms, có diện tích5.800 foot vuông (540 m2) mặt đất và cao bảy tầng. Giant Rock là tảng đá đứng tự do lớn nhất ở Bắc Mỹ và được coi là tảng đá đứng tự do lớn nhất trên thế giới.
Những người Mỹ bản địa sống trên Joshua Tree, California, từng coi tảng đá mòn này là vật linh thiêng. Vào những năm 1930, Frank Critzer dọn sang sống ở Giant Rock. Lấy cảm hứng từ những con rùa sa mạc tự đào lỗ để làm mát, Critzer đã đào một ngôi nhà ở phía bắc của tảng đá bằng cách sử dụng thuốc nổ. Ông đã thiết kế một hệ thống thu gom nước mưa và một đường hầm để thông gió. Ngôi nhà dưới lòng đất được báo cáo là không bao giờ nóng hơn 80 độ và không bao giờ lạnh hơn 55 độ F. Critzer đã xây dựng một đường băng trên lòng hồ cổ gần đó, trung bình một ngày có một máy bay vào năm 1941. Critzer thiệt mạng trong một vụ nổ bằng thuốc nổ tự chế trong các căn phòng dưới lòng đất của mình vào ngày 24 tháng 7 năm 1942, trong khi đang bị cảnh sát địa phương điều tra.
Trong những năm 1950, Giant Rock là điểm tụ tập của những tín đồ UFO. Nó nằm trên mảnh đất mà lúc đó được George Van Tassel, một người bạn của Critzer, được cho là có khả năng tiếp xúc với đĩa bay và là người tổ chức các cuộc hội thảo về UFO thuê lại. Năm 1947, Van Tassel, một cựu thanh tra máy bay, thuê tài sản từ Cục Quản lý Đất đai và rời Los Angeles và chuyển đến Giant Rock cùng vợ và ba con. Van Tassel cũng xây dựng Integratron gần đó và một quán cà phê, cửa hàng, trạm xăng và Sân bay Giant Rock, mà ông điều hành từ năm 1947 đến năm 1975.
Sân bay Giant Rock được Cục Hàng không Liên bang chứng nhận để sử dụng khẩn cấp cho các hãng hàng không thương mại. Vào đầu những năm 1960, nó có lưu lượng khoảng một chuyến bay mỗi ngày. Trong khoảng thời gian từ tháng 11 năm 1961 đến tháng 10 năm 1962, nó đóng vai trò là địa điểm phóng các khí cầu chứa đầy khí heli được R. F. Miles, Jr. sử dụng để đo mật độ neutron trong bầu khí quyển Trái Đất ở độ cao từ 8.000 đến 115.000 feet.
Đầu năm 2000, Giant Rock bị gãy làm đôi, lộ ra bên trong toàn là đá granit trắng. Bề mặt bên ngoài của tảng đá được bao phủ một phần bằng hình vẽ graffiti.